# Йон Стурза
Йон Стурза (рум. Ion Sturza; 9 травня 1960, Пиржолтень, Калараський район, Молдавська РСР, СРСР) — молдовський політик та бізнесмен. Обіймав посаду прем'єр-міністра Молдови в період між лютим та груднем 1999.

## Життєпис
Народився 9 травня 1960 року в селі Пиржолтень Каларашського району.
Закінчив Економічний факультет Державного Університету Молдови.
Після закінчення університету займав різні посади в галузі економічних та культурних відносин.
У 1983–1985 роках служив в армії старшим інструктором. Після працював референтом в Асоціації Дружби з іноземними державами (1985–1987).
1 лютого 1999 року в відставку йде прем'єр-міністр Йон Чубук. 19 лютого 1999 року, Йон Струза, на той момент віце-прем'єр та міністр економіки, указом президента Петру Лучинського призначений на посаду прем'єр-міністра.
На парламентських виборах 2001 очолював список кандидатів в парламент від демократичної партії та набрав 5,02 % і не зміг подолати 6-відсотковий бар'єр.

## Кабінет Стурза
- Прем'єр-міністр
  - Іон Стурза (19 лютого — 21 грудня 1999)
- Перший віце-прем'єр-міністр
  - Микола Андроник (12 березня — 21 грудня 1999)
- Віце-прем'єр-міністр, міністр економіки та реформ
  - Олександр Муравський (12 березня — 21 грудня 1999)
- віце-прем'єр-міністр
  - Олег Стратулат (12 березня — 21 грудня 1999)
- Державний міністр
  - Володимир Філат (12 березня — 21 грудня 1999)
- Міністр закордонних справ
  - Микола Тебекару (12 березня — 21 грудня 1999)
- Міністр промисловості та комерції
  - Олександра Кан (12 березня — 21 грудня 1999)
- Міністр фінансів
  - Анатолій Арапу (12 березня — 21 грудня 1999)
- Міністр сільського господарства та переробної промисловості
  - Валерій Булгарія (12 березня — 21 грудня 1999)
- Міністр транспорту та зв'язку
  - Віктор Кейбаш (12 березня — 21 грудня 1999)
- Міністр навколишнього середовища
  - Аркадій Капчеля (12 березня — 21 грудня 1999)
- Міністр територіального розвитку, будівництва та комунального господарства
  - Михайло Северован (12 березня — 21 грудня 1999)
- Міністр освіти
  - Анатолій Гримальський (12 березня — 21 грудня 1999)
- Міністр культури
  - Геннадій Чобану (12 березня — 21 грудня 1999)
- Міністр праці, соціального захисту та родини
  - Володимир Гуріценко (12 березня — 21 грудня 1999)
- Міністр охорони здоров'я
  - Євген Гладун (12 березня — 21 грудня 1999)
- Міністр юстиції
  - Іон Педурару (12 березня — 21 грудня 1999)
- Міністр національної безпеки
  - Тудор Ботнару (12 березня — 11 травня 1999)
  - Валеріу Пасат (11 травня — 21 грудня 1999)
- Міністр внутрішніх справ
  - Віктор Катан (12 березня — 21 грудня 1999)
- Міністр оборони
  - Валеріу Пасат(12 березня — 11 травня 1999)
  - Борис Гемурарь (11 травня — 21 грудня 1999)
- Глава АТО Гагаузія (Башкан Гагауз Ери)
  - Георгій Табунщик (12 березня — 24 вересня 1999)
  - Дмитро Кройтор (24 вересня — 21 грудня 1999)
- Генеральний примар муніципія Кишинеу
  - Серафим Урекян (12 березня — 21 грудня 1999)